# 雑戸
雑戸（ざっこ）とは、日本の律令制において特定の官司に隷属していた大化前代の職業部に由来する手工業を中心とした技術を持つ集団のこと。

## 概要
その原点は朝鮮半島からの渡来人技術者に由来すると考えられ、大化の改新以後の部民制再編によって成立し、主として軍事的技術面で朝廷に奉仕した。名称は唐の律令制にある同名の制度に由来されるが、唐のように賎民身分とはされていない。だが、公民や品部のように一般の戸籍には編入されず、「雑戸籍」という特殊な戸籍が作成されてその身分は技術とともに世襲化されて官司に直接付属されるなど、賎民に準じた扱いを受けていたと考えられている（ただし、一部には功労によって位階を授かる者もいた）。五色の賤の1つである陵戸と似た法的身分であるが、雑戸には公民と同様に義倉負担の義務を有するところが陵戸とは異なっている。
律令制下で確認できる雑戸としては、百済手部（大蔵省・内蔵寮に各10）・百済戸（大蔵省11・内蔵寮10）・雑工戸（造兵司、典鋳司にも造兵司・鍛冶司鍛戸から出向した者が所属）・鍛戸（鍛冶司338・別個に造兵司雑工戸217）・筥戸（筥陶司197）・飼戸/馬甘（左馬寮302・右馬寮260）が存在した（括弧内は所属官司、数字は職員令などで確認可能な法定の戸数である）。なお、他に鞍作が存在した（『続日本紀』天平勝宝4年2月己巳（21日）条）と見られるが詳細は不明である。
雑戸は主に都に近い畿内及びその周辺諸国に居住して、その形態には様々な形態があり、百済手部・百済戸・飼戸のように一定期間ごとの交替制あるいは臨時に召役されるもの、雑工戸・鍛戸のように農閑期に官司において労役させられるもの、筥戸のように毎年一定の製品を貢納したものなどの形式があった。その代替として調及び雑徭などの課役の一部が免除され、また兵役も免除されていたが、品部と比較すると、内容・待遇の両面において重労働に従事したと考えられている。
その後、律令制の進展によって賎民身分の削減を目的として雑戸から解放されて公民に編入される例が増加するが、天平16年2月12日（744年3月30日）には馬飼雑戸の全面的解放が行われて、雑戸固有の姓を持った者は一般的な姓へと改められる勅が出された。これは行政整理の一環であるとともに大仏建立にあたって雑戸の技術力を利用すると同時に大仏建立の「知識（自発的参加）」の体裁を装うためのもの、極論としては欺瞞的な解放で大仏が完成すれば旧態に復する予定であったとする見解も有するが、後述のようにこうした解釈のみで説明することは困難な部分もある。
その後、天平勝宝4年2月21日（752年3月11日）に本貫のある京職・国司に対して廃止以前の旧雑戸籍を調査して旧雑戸であった人々を確定・登録してそれぞれの職種に旧来の如く従事させるようにとする命令が出された。またこれに先立って前年に雑戸とともに解放された馬飼に対して雑徭に替わってそれに相当する日数を馬寮にて交替勤務するようにとした太政官符が出されている。これによって雑戸の復活が行われたと解釈される場合が多く、それが先の天平16年の勅を一時的なものと解釈する根拠となっている。だが、この命令を実施するために旧雑戸籍の調査を命じているのは、廃止以後公民に編入された旧雑戸の人々に関する把握が行われていなかったことを反映していると考えられ、天平16年の段階で雑戸の復活などを前提にした措置が行われていなかったものと思われる。恐らくは、天平16年当時には馬飼雑戸の全面廃止の方針が立てられて実施されたものの、雑戸が関わっていた軍事物資の生産・調達は品部が生産していた奢侈品や高度な製品と違って民間での需要が無かった（あるいは禁止されていた）物が多かったために、その需要を賄うこと及び技術伝承に支障をきたしたと考えられ、「改革路線の見直し・修正」を図ったのが天平勝宝4年であったと考えられている。しかも旧雑戸の人々は身分的に公民から雑戸に戻された訳ではない事は天平勝宝年間以後に雑戸籍が作成された事実が無いことからも明らかであり、旧雑戸の人々が徴用されたとしても、実際には律令で定められた雑徭の範疇で官司に奉仕したと考えられる（これは同様の解放経過を辿った馬飼のその後の待遇からも推定できる）。『延喜式』には木工寮に鍛冶戸372戸、左馬寮に飼戸166戸、右馬寮に同127戸、兵庫寮に雑工戸310戸が規定されているが、実際には官司の資養を受けた農民層であったと見られている。更に戦後の一時期において唱えられた雑戸を中世の賎民の源流とする説は成立しがたく、雑戸制度の実質は天平16年の時点で事実上廃止され、以後は名目化の一途をたどっていったと思われる。